# Кернс, Джоанна
Джоанна Кернс (англ. Joanna Kerns, род. 12 февраля 1953) — американская актриса, телевизионный режиссёр, сценарист и продюсер.

## Жизнь и карьера
Джоан Крусси де Варона родилась и выросла в Сан-Франциско, штат Калифорния и в подростковом возрасте занималась гимнастикой.
Дебют Джоанны Кернс на экране состоялся в кинофильме 1976 года «Новый Кинг Конг», после чего она стала частым гостем на телевидении, в таких сериалах как «Рода», «Ангелы Чарли», «Лаверна и Ширли», «Частный детектив Магнум» и «Блюз Хилл-стрит». На большом экране однако она появлялась редко и в основном заметна в фильмах «Кома», «Прерванная жизнь» и «Немножко беременна».
Джоанна Кернс добилась наибольшей известности благодаря своей роли в длительном комедийном сериале «Проблемы роста», в котором она снималась с 1985 по 1992 год, на протяжении всего периода трансляции шоу. Ещё во время съемок в сериале, Кернс, начала играть главные роли в различных телефильмах, количество которых иногда достигало более трех в год, и вплоть до конца девяностых снялась в почти двадцати картинах. В начале девяностых она также дебютировала в качестве режиссёра, а позже продюсера и сценариста и в итоге практически полностью отказалась от профессии актрисы. Кернс за свою карьеру сняла около пятидесяти эпизодов различных телесериалов. Среди наиболее известных её работ можно выделить такие шоу как «Элли Макбил», «Справедливая Эми», «Сильное лекарство», «Бухта Доусона», «Скорая помощь», «Медиум», «Анатомия страсти», «Частная практика», «Армейские жёны» и «Милые обманщицы».

## Личная жизнь
В начале семидесятых она начала выступать на театральной сцене, а в 1976 году вышла замуж за рекламного продюсера Ричарда Кернса и сменила фамилию. 25 сентября 1978 года у них родилась дочь, Эшли Купер Кернс, а в 1985 году они развелись.
С 30 сентября 1994 года Кернс замужем во второй раз за архитектором Марком Эпплтоном. 9 августа 2019 года она подала на развод после 24-х лет брака.
В ноябре 2016 года у Кернс был диагностирован рак молочной железы. После двух обследований, она решила пройти двойную мастэктомию в декабре вместо того, чтобы рискнуть и пройти радиацию и получить шанс возвращения болезни, и, в итоге, излечилась от болезни — лучший результат, который она могла ожидать.

## Фильмография
| Год       | Название на русском                                 | Название на английском                        | Роль                       |
| 1972-1979 | Критическое положение!                              | Emergency!                                    | Гимнастка                  |
| 1974-1978 | Рода                                                | Rhoda                                         | Клиент                     |
| 1975-1979 | Старски и Хатч                                      | Starsky and Hutch                             | Джой                       |
| 1976-1983 | Лаверна и Ширли                                     | Laverne & Shirley                             | Моника                     |
| 1976      | Новый Кинг Конг                                     | Ape                                           | Мэрилин Бейкер             |
| 1976      |                                                     | The Million Dollar Rip-Off                    | Джесси                     |
| 1976-1981 | Ангелы Чарли                                        | Charlie’s Angels                              | Наталья Сандс              |
| 1976-1983 | Медэксперт Куинси                                   | Quincy M.E                                    | Лили                       |
| 1976-1984 | Трое — это компания                                 | Three’s Company                               | Бобби Триллинг             |
| 1977-1983 | Калифорнийский дорожный патруль                     | CHiPs                                         | Коллин                     |
| 1977-1987 | Лодка любви                                         | The Love Boat                                 | Бет Лукнер                 |
| 1978      | Кома                                                | Coma                                          | Диана                      |
| 1980      |                                                     | Marriage Is Alive and Well                    | Мэг                        |
| 1980-1988 | Частный детектив Магнум                             | Magnum, P.I.                                  | Дженни «Джен» Хантер       |
| 1981-1987 | Блюз Хилл-стрит                                     | Hill Street Blues                             |                            |
| 1982      | Свадьба на горе Уолтонс                             | A Wedding on Walton’s Mountain                | Дорис Маршалл              |
| 1982      | День Матери на горе Уолтонс                         | Mother’s Day on Waltons Mountain              | Дорис Маршалл              |
| 1983-1987 | Команда «А»                                         | The A-Team                                    | Триш Бреннер               |
| 1983      | Победа                                              | V                                             | Марджори Донован           |
| 1984      | Четыре сезона                                       | The Four Seasons                              | Пэт Девон                  |
| 1984      | Возвращение Маркуса Уэлби, доктора медицинских наук | The Return of Marcus Welby, M.D.              |                            |
| 1984      | Охотник                                             | Hunter                                        | Доктор Кеттеринг           |
| 1984-1991 | Охотник                                             | Hunter                                        | Доктор Кеттеринг           |
| 1985      | Уличный ястреб                                      | Street Hawk                                   | Мона Уильямс               |
| 1985      | Сказки Бани                                         | A Bunny’s Tale                                |                            |
| 1985      |                                                     |                                               | Певица Лана                |
| 1985      | Дело Ричарда Бека                                   | The Rape of Richard Beck                      | Анита Пэрриш               |
| 1985-1992 | Проблемы роста                                      | Growing Pains                                 | Мэгги Мэлоун Сивер         |
| 1987-1989 | Хуперман                                            | Hooperman                                     | Шерил Бласт                |
| 1987      |                                                     | Mistress                                      | Стефания                   |
| 1987      | От всего сердца                                     | Cross My Heart                                | Нэнси                      |
| 1987      | Улицы Правосудия                                    | Street Justice                                | Кэтрин Уотсон              |
| 1989      | Те, кого она бросила                                | Those She Left Behind                         | Диана Паппас               |
| 1989      | Убийство выпускницы                                 | The Preppie Murder                            | Линда Файрстайн            |
| 1990      | Слепая вера                                         | Blind Faith                                   | Мария Маршалл              |
| 1990      |                                                     | The Big One: The Great Los Angeles Earthquake | Доктор Клэр Уинслоу        |
| 1991      | Смертельные намерения … Опять?                      | Deadly Intentions… Again?                     | Сэлли                      |
| 1991      | Заложники                                           | Captive                                       | Кэти Планк                 |
| 1991      | Американское лето                                   | An American Summer                            | Солнечная тетя             |
| 1992      | Человек ночи                                        | The Nightman                                  | Ив                         |
| 1992      | Невыносимый выбор: Сохранить ребёнка                | Desperate Choices: To Save My Child           | Мел Роббинс                |
| 1993      | Не в моей семье                                     | Not in My Family                              | Вероника Риччи             |
| 1993      | Трижды женатый                                      | The Man with Three Wives                      | Кэти                       |
| 1993      | Жизнь под чужим именем                              | Shameful Secrets                              | Мэриэнн Уолкер-Тэйта       |
| 1994      | Коси газон!                                         | No Dessert, Dad, Till You Mow the Lawn        | Кэрол Кокрэн               |
| 1994-2000 | Надежда Чикаго                                      | Chicago Hope                                  | Стефани Серон              |
| 1994      | Смертельный страх                                   | Mortal Fear                                   | Дженнифер Кесслер          |
| 1995      | Спросите Джейн Ран                                  | See Jane Run                                  | Джейн Рэвенсон             |
| 1995      | Чья она дочь?                                       | Whose Daughter Is She?                        | Лаура Иджертон             |
| 1996      | Никто не мог защитить её                            | No One Could Protect Her                      | Джессика Рейнер            |
| 1996      | Террор в семье                                      | Terror in the Family                          | Синтия Мартен              |
| 1997      | Мать лучше знает                                    | Mother Knows Best                             | Селеста Купер              |
| 1997      | Сестры и другие незнакомцы                          | Sisters and Other Strangers                   | Гейл Коннелли Мецгер       |
| 1998      | Желание Эммы                                        | Emma’s Wish                                   | Эмма                       |
| 1999-2001 | Попрошайки и выборщики                              | Beggars and Choosers                          |                            |
| 1999      | Во власти незнакомца                                | At the Mercy of a Stranger                    | Элизабет Купер             |
| 1999      | Прерванная жизнь                                    | Girl, Interrupted                             | Аннет Каузен               |
| 2000      | Растущая боль                                       | The Growing Pains Movie                       | Мэгги Сивер                |
| 2001      | Парень хоть куда                                    | All Over the Guy                              | Лидия                      |
| 2001      | Кого-нибудь любить                                  | Someone to Love                               | Мать Мэтта                 |
| 2001-2002 | Воспитание Макса Бикфорда                           | The Education of Max Bickford                 | Кэтрин Кэхилл              |
| 2002-2006 | Клава, давай!                                       | Less Than Perfect                             | Джуди, ещё одна мама Оуэна |
| 2004      | Растущая боль-2: Возвращение Сиверов                | Growing Pains: Return of the Seavers          | Мэгги Сивер                |
| 2007      | Немножко беременна                                  | Knocked Up                                    | Мама Элисон                |
| 2007      |                                                     | MaNiC                                         | Доктор Кернс               |
| 2009-2010 | Иствик                                              | Eastwick                                      | Эди                        |
| --------- | --------------------------------------------------- | --------------------------------------------- | -------------------------- |